# Damien: Omen II
Damien: Omen II is een Amerikaanse speelfilm uit 1978, uitgebracht door 20th Century Fox en geregisseerd door Don Taylor. De film is het vervolg op The Omen (1976). The Omen is afgeleid van het Latijnse woord: omen dat voorteken betekent. Het gaat hier om de voortekenen van de eindtijd. 

## Verhaal
In deze film woont de inmiddels 13 jaar oude Damien bij zijn oom en tante in Chicago. Hij ontdekt langzamerhand dat hij de antichrist is aan de hand van een merkteken met het getal van het Beest: 666 op zijn hoofd (onder zijn haar). Verschillende mensen proberen zijn oom en tante te overtuigen dat hij de antichrist is en worden vervolgens door allerlei vreemde ongelukken uit de weg geruimd. Ze proberen hen te overtuigen door een muurschildering van de Apocalyps: Yigaels muur, die werd opgegraven in Israël en vervolgens werd vervoerd naar New York. Op dat schilderij was namelijk het gezicht van Damien (het satanskind) afgebeeld. Ondertussen gaat Damien samen met zijn neef Mark Thorn (de zoon van zijn oom en tante) naar de militaire academie en weet daar snel de aandacht te trekken met zijn bijzondere gaven.

## Rolverdeling
| Acteur                | Personage      |
| --------------------- | -------------- |
| William Holden        | Richard Thorn  |
| Lee Grant             | Ann Thorn      |
| Jonathan Scott-Taylor | Damien Thorn   |
| Robert Foxworth       | Paul Buher     |
| Nicholas Pryor        | Charles Warren |
| Lew Ayres             | Bill Atherton  |
| Sylvia Sidney         | Aunt Marion    |
| Lance Henriksen       | Sergeant Neff  |
| Elizabeth Shepherd    | Joan Hart      |
| Lucas Donat           | Mark Thorn     |
| Allan Arbus           | Pasarian       |
| Fritz Ford            | Murray         |
| Meshach Taylor        | Dr. Kane       |
| John J. Newcombe      | Teddy          |

## Trivia
- De muurschildering van Yigael bestaat niet echt. Er heeft echter wel een Israëlische archeoloog geleefd: Yigael Yadin.